# Phản ứng flehmen

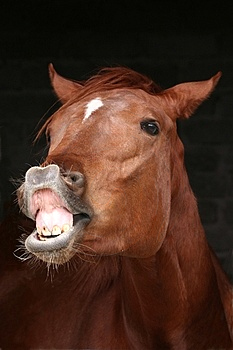
Phản ứng Flehmen ở ngựa

Phản ứng flehmen (/ˈfleɪmən/; tiếng Đức: [ˈfleːmən]), còn được gọi là vị trí flehmen, flehming hay flehmening, là một hành vi mà qua đó một lọn lông con vật cong lên môi hàm răng phía trước, hít thở với lỗ mũi thường đóng lại và sau đó thường xuyên giữ vị trí này trong một vài giây. Nó có thể được thực hiện trên một vị trí hay một cử chỉ quan tâm đặc biệt của con vật (ví dụ như nước tiểu hoặc phân) hoặc có thể được thực hiện bằng cái cổ kéo dài và phần đầu nhô cao trong không khí. Flehmen xuất hiện ở một loạt động vật hữu nhủ bao gồm cả động vật móng guốc và họ mèo. Hành vi tạo điều kiện cho việc chuyển giao pheromone và mùi hơi khác vào cơ quan vomeronasal nằm phía trên vòm miệng thông qua một ống dẫn, thoát ra phía sau răng cửa con vật.

## Từ nguyên

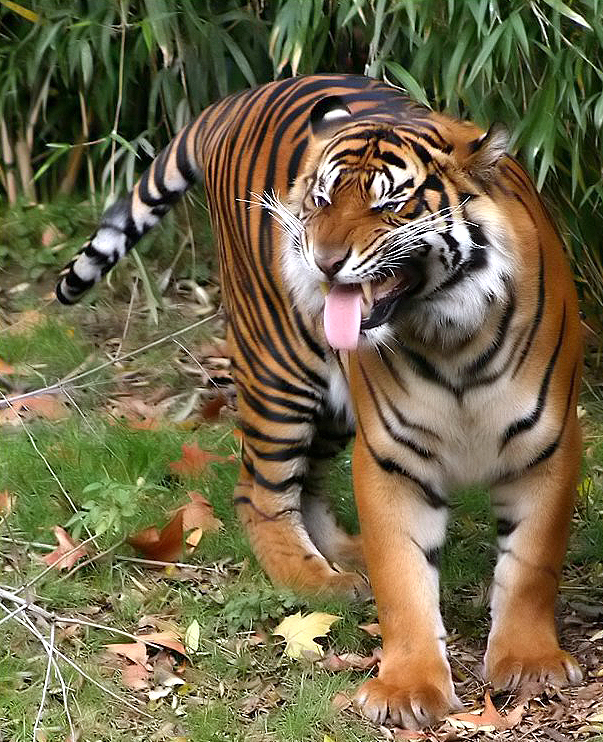
Phản ứng flehmen ở hổ Sumatra

Từ ngữ khởi nguồn theo động từ tiếng Đức flehmen, trần răng hàm trên. Nó xuất phát từ flemmen Đức Upper Saxon, nhìn hằn học.